# Bryson Tiller

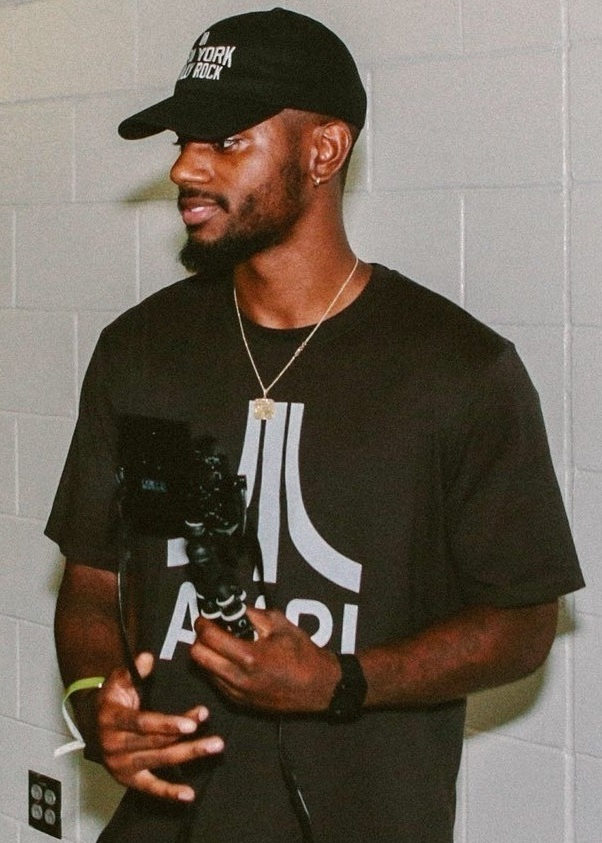
Bryson Tiller (2018)

Bryson Djuan Tiller (* 2. Januar 1993 in Louisville, Kentucky) ist ein US-amerikanischer Sänger, Rapper und Songwriter.

## Leben
Tiller begann im Alter von 15 Jahren zu rappen. 2011 veröffentlichte er sein erstes Mixtape Killer Instinct Vol.1. Große Bekanntheit erlangte er durch das Lied Don't, das zunächst 2014 auf der Musikplattform SoundCloud erschien. Im Mai 2015 wurde das Lied auf iTunes veröffentlicht und wurde danach ein Top-20-Hit in den Billboard Hot 100. Im Oktober veröffentlichte Tiller sein Debütalbum Trapsoul, welches in den Billboard 200 bis auf Platz 8 vorrückte. 2016 stiegen die Singles Exchange und Sorry Not Sorry ebenfalls in die US-amerikanischen Charts ein.
Im Januar 2017 gab Tiller bekannt, an seinem zweiten Studioalbum True to Self zu arbeiten, das Ende Mai veröffentlicht wurde und auf dem ersten Platz der US-amerikanischen Albumcharts einstieg.

## Diskografie

### Alben
| Jahr | Titel Musiklabel                 | Höchstplatzierung, Gesamtwochen, AuszeichnungChartplatzierungen (Jahr, Titel, Musiklabel, Platzierungen, Wochen, Auszeichnungen, Anmerkungen) | Höchstplatzierung, Gesamtwochen, AuszeichnungChartplatzierungen (Jahr, Titel, Musiklabel, Platzierungen, Wochen, Auszeichnungen, Anmerkungen) | Höchstplatzierung, Gesamtwochen, AuszeichnungChartplatzierungen (Jahr, Titel, Musiklabel, Platzierungen, Wochen, Auszeichnungen, Anmerkungen) | Höchstplatzierung, Gesamtwochen, AuszeichnungChartplatzierungen (Jahr, Titel, Musiklabel, Platzierungen, Wochen, Auszeichnungen, Anmerkungen) | Anmerkungen                           |
| Jahr | Titel Musiklabel                 | DE | CH | UK | US | Anmerkungen                           |
| ---- | -------------------------------- | --- | --- | --- | --- | ------------------------------------- |
| 2015 | Trapsoul RCA Records (Sony)      | — | — | UK41 Gold · (24 Wo.)UK | US8 ×3Dreifachplatin · (282 Wo.)US | Erstveröffentlichung: 2. Oktober 2015 |
| 2017 | True to Self RCA Records (Sony)  | — | CH99 (1 Wo.)CH | UK11 Silber · (3 Wo.)UK | US1 Gold · (25 Wo.)US | Erstveröffentlichung: 26. Mai 2017    |
| 2020 | Anniversary RCA Records (Sony)   | — | CH59 (1 Wo.)CH | UK12 Silber · (3 Wo.)UK | US5 (7 Wo.)US | Erstveröffentlichung: 2. Oktober 2020 |
| 2024 | Bryson Tiller RCA Records (Sony) | — | CH64 (1 Wo.)CH | UK34 (2 Wo.)UK | US12 (14 Wo.)US | Erstveröffentlichung: 5. April 2024   |

### Mixtapes
- 2011: Killer Instinct Vol.1

### Weihnachtsalben
| Jahr | Titel Musiklabel                         | Höchstplatzierung, Gesamtwochen, AuszeichnungChartplatzierungen (Jahr, Titel, Musiklabel, Platzierungen, Wochen, Auszeichnungen, Anmerkungen) | Höchstplatzierung, Gesamtwochen, AuszeichnungChartplatzierungen (Jahr, Titel, Musiklabel, Platzierungen, Wochen, Auszeichnungen, Anmerkungen) | Höchstplatzierung, Gesamtwochen, AuszeichnungChartplatzierungen (Jahr, Titel, Musiklabel, Platzierungen, Wochen, Auszeichnungen, Anmerkungen) | Höchstplatzierung, Gesamtwochen, AuszeichnungChartplatzierungen (Jahr, Titel, Musiklabel, Platzierungen, Wochen, Auszeichnungen, Anmerkungen) | Anmerkungen                             |
| Jahr | Titel Musiklabel                         | DE | CH | UK | US | Anmerkungen                             |
| ---- | ---------------------------------------- | --- | --- | --- | --- | --------------------------------------- |
| 2021 | A Different Christmas RCA Records (Sony) | — | — | — | US194 (1 Wo.)US | Erstveröffentlichung: 19. November 2021 |

### Singles
| Jahr | Titel Album                      | Höchstplatzierung, Gesamtwochen, AuszeichnungChartplatzierungen (Jahr, Titel, Album, Platzierungen, Wochen, Auszeichnungen, Anmerkungen) | Höchstplatzierung, Gesamtwochen, AuszeichnungChartplatzierungen (Jahr, Titel, Album, Platzierungen, Wochen, Auszeichnungen, Anmerkungen) | Höchstplatzierung, Gesamtwochen, AuszeichnungChartplatzierungen (Jahr, Titel, Album, Platzierungen, Wochen, Auszeichnungen, Anmerkungen) | Höchstplatzierung, Gesamtwochen, AuszeichnungChartplatzierungen (Jahr, Titel, Album, Platzierungen, Wochen, Auszeichnungen, Anmerkungen) | Anmerkungen                                                       |
| Jahr | Titel Album                      | DE | CH | UK | US | Anmerkungen                                                       |
| --- | -------------------------------- | --- | --- | --- | --- | ----------------------------------------------------------------- |
| 2015 | Don’t Trapsoul                   | — | — | UK71 ×2Doppelplatin · (14 Wo.)UK | US13 ×7Siebenfachplatin · (34 Wo.)US | Erstveröffentlichung: 20. Mai 2015                                |
| 2016 | Exchange Trapsoul                | — | — | UK— ×2DoppelplatinUK | US26 ×7Siebenfachplatin · (34 Wo.)US | Erstveröffentlichung: 8. März 2016                                |
| 2016 | Sorry Not Sorry Trapsoul         | — | — | UK— SilberUK | US67 ×2Doppelplatin · (15 Wo.)US | Erstveröffentlichung: 21. Juni 2016                               |
| 2017 | Somethin Tells Me True to Self   | — | — | — | US74 Gold · (1 Wo.)US | Erstveröffentlichung: 11. Mai 2017                                |
| 2017 | Run Me Dry True to Self          | — | — | UK70 Gold · (6 Wo.)UK | US91 Platin · (1 Wo.)US | Erstveröffentlichung: 25. Juli 2017                               |
| 2020 | Always Forever Anniversary       | — | — | UK66 (1 Wo.)UK | US83 (1 Wo.)US | Erstveröffentlichung: 23. September 2020                          |
| 2022 | What Would You Do? –             | DE— aDE | — | UK21 Gold · (14 Wo.)UK | — | Erstveröffentlichung: 18. März 2022 mit Joel Corry & David Guetta |
| 2024 | Whatever She Wants Bryson Tiller | — | CH100 (1 Wo.)CH | UK16 Gold · (13 Wo.)UK | US19 (20 Wo.)US | Erstveröffentlichung: 13. Februar 2024                            |
| Folgende Lieder erschienen nicht als Single, wurden aber durch das Album zum Download und Streaming bereitgestellt und konnten somit eine Platzierung erlangen: |                                  | | | | |                                                                   |
| |                                  | | | | |                                                                   |
| 2017 | Self-Made True to Self           | — | — | — | US85 Gold · (1 Wo.)US | Charteinstieg: 17. Juni 2017                                      |
| 2017 | Don’t Get Too High True to Self  | — | — | — | US89 (1 Wo.)US | Charteinstieg: 17. Juni 2017                                      |
| 2017 | No Longer Friends True to Self   | — | — | — | US98 (1 Wo.)US | Charteinstieg: 17. Juni 2017                                      |
| 2020 | Outta Time Anniversary           | — | CH77 (1 Wo.)CH | UK24 Silber · (3 Wo.)UK | US48 (1 Wo.)US | Charteinstieg: 11. Oktober 2020 feat. Drake                       |
| 2020 | Years Go By Anniversary          | — | — | UK65 (1 Wo.)UK | US84 (1 Wo.)US | Charteinstieg: 15. Oktober 2020                                   |

Weitere Singles
- 2017: Insecure (mit Jazmine Sullivan, US: Platin)
- 2018: Keep in Touch (mit Tory Lanez)
- 2018: Canceled

### Gastbeiträge
| Jahr | Titel Album                      | Höchstplatzierung, Gesamtwochen, AuszeichnungChartplatzierungen (Jahr, Titel, Album, Platzierungen, Wochen, Auszeichnungen, Anmerkungen) | Höchstplatzierung, Gesamtwochen, AuszeichnungChartplatzierungen (Jahr, Titel, Album, Platzierungen, Wochen, Auszeichnungen, Anmerkungen) | Höchstplatzierung, Gesamtwochen, AuszeichnungChartplatzierungen (Jahr, Titel, Album, Platzierungen, Wochen, Auszeichnungen, Anmerkungen) | Höchstplatzierung, Gesamtwochen, AuszeichnungChartplatzierungen (Jahr, Titel, Album, Platzierungen, Wochen, Auszeichnungen, Anmerkungen) | Höchstplatzierung, Gesamtwochen, AuszeichnungChartplatzierungen (Jahr, Titel, Album, Platzierungen, Wochen, Auszeichnungen, Anmerkungen) | Anmerkungen                                                                       |
| Jahr | Titel Album                      | DE | AT | CH | UK | US | Anmerkungen                                                                       |
| --- | -------------------------------- | --- | --- | --- | --- | --- | --------------------------------------------------------------------------------- |
| 2017 | Wild Thoughts Grateful           | DE4 ×3Dreifachgold · (22 Wo.)DE | AT9 Gold · (18 Wo.)AT | CH3 Platin · (22 Wo.)CH | UK1 ×3Dreifachplatin · (25 Wo.)UK | US2 ×8Achtfachplatin · (21 Wo.)US | Erstveröffentlichung: 16. Juni 2017 DJ Khaled feat. Rihanna & Bryson Tiller       |
| 2018 | Could’ve Been I Used to Know Her | — | — | — | UK— SilberUK | US76 ×2Doppelplatin · (1 Wo.)US | Erstveröffentlichung: 3. August 2018 H.E.R. feat. Bryson Tiller                   |
| 2022 | Gotta Move On –                  | — | — | — | — | US79 (7 Wo.)US | Erstveröffentlichung: 17. Juni 2022 Diddy feat. Bryson Tiller                     |
| 2025 | It Depends –                     | — | — | — | UK51 (… Wo.)UK | US33 (… Wo.)US | Erstveröffentlichung: 25. Juli 2025 Chris Brown feat. Bryson Tiller               |
| Folgende Lieder erschienen nicht als Single, wurden aber durch das Album zum Download und Streaming bereitgestellt und konnten somit eine Platzierung erlangen: |                                  | | | | | |                                                                                   |
| |                                  | | | | | |                                                                                   |
| 2021 | Body in Motion Khaled Khaled     | — | — | — | — | US79 (1 Wo.)US | Charteinstieg: 15. Mai 2021 DJ Khaled feat. Bryson Tiller, Lil Baby & Roddy Ricch |

Weitere Gastbeiträge
- 2019: Thru the Night (Jack Harlow feat. Bryson Tiller, US: Gold)
- 2023: You (Lola Brooke feat. Bryson Tiller, US: Gold)

## Auszeichnungen für Musikverkäufe
| Silberne Schallplatte - Vereinigtes Königreich - 2024: für das Lied Let Em’ Know - 2024: für das Lied Sorrows Goldene Schallplatte - Australien - 2024: für die Single Whatever She Wants - Brasilien - 2024: für das Lied Fell in Love - Kanada - 2017: für die Single Run Me Dry - 2019: für die Single Could've Been - 2020: für das Album True to Self - 2020: für die Single Overtime - 2020: für die Single Rambo - 2021: für die Single Thru the Night - 2022: für das Lied Outta Time - 2025: für das Lied For However Long - 2025: für das Lied 502 Come Up - Neuseeland - 2023: für das Album True to Self - 2024: für das Album Anniversary - Polen - 2024: für das Lied Fell In Luv - Südafrika - 2024: für die Single Whatever She Wants - Vereinigte Staaten - 2017: für das Lied 502 Come Up - 2017: für das Lied For However - 2021: für das Lied Love… (Her Fault) - 2021: für das Lied Open Interlude - 2021: für das Lied The Sequence - 2021: für das Lied Ten Nine Fourteen - 2025: für das Lied Luv Is Dro - Vereinigtes Königreich - 2024: für das Lied Right My Wrongs | Platin-Schallplatte - Australien - 2017: für die Single Don’t - 2017: für die Single Exchange - Belgien - 2017: für die Single Wild Thoughts - Dänemark - 2023: für das Album Trapsoul - 2025: für die Single Don’t - 2025: für die Single Exchange - Kanada - 2020: für das Album Trapsoul - 2020: für die Single Sorry Not Sorry - 2024: für die Single Whatever She Wants - 2025: für das Lied Been That Way - Neuseeland - 2024: für die Single Run Me Dry - Portugal - 2022: für die Single Don’t - 2022: für die Single Exchange - Spanien - 2017: für die Single Wild Thoughts - Vereinigte Staaten - 2017: für das Lied Overtime - 2018: für das Lied Been That Way - 2024: für das Lied Let Em’ Know - 2021: für das Lied Let Me Explain - 2021: für das Lied Rambo 3× Goldene Schallplatte - Mexiko - 2020: für die Single Wild Thoughts | 2× Platin-Schallplatte - Brasilien - 2023: für die Single Could've Been - Dänemark - 2022: für die Single Wild Thoughts - Italien - 2018: für die Single Wild Thoughts - Kanada - 2021: für die Single Playing Games - 2025: für das Lied Let Em’ Know - Neuseeland - 2024: für das Album Trapsoul - Portugal - 2022: für die Single Wild Thoughts - Vereinigte Staaten - 2021: für das Lied Right My Wrongs 3× Platin-Schallplatte - Kanada - 2025: für das Lied Right My Wrongs - Polen - 2021: für die Single Wild Thoughts - Schweden - 2017: für die Single Wild Thoughts 4× Platin-Schallplatte - Kanada - 2019: für die Single Wild Thoughts - Neuseeland - 2024: für die Single Exchange 5× Platin-Schallplatte - Neuseeland - 2025: für die Single Don’t 6× Platin-Schallplatte - Kanada - 2025: für die Single Exchange - Neuseeland - 2025: für die Single Wild Thoughts 7× Platin-Schallplatte - Australien - 2022: für die Single Wild Thoughts 8× Platin-Schallplatte - Kanada - 2025: für die Single Don’t Diamantene Schallplatte - Brasilien - 2020: für die Single Wild Thoughts - Frankreich - 2017: für die Single Wild Thoughts |

Anmerkung: Auszeichnungen in Ländern aus den Charttabellen bzw. Chartboxen sind in ebendiesen zu finden.
| Land/RegionAuszeichnungen für Musikverkäufe (Land/Region, Auszeichnungen, Verkäufe, Quellen) | Silber     | Gold       | Platin         | Diamant     | Verkäufe   | Quellen              |
| -------------------------------------------------------------------------------------------- | ---------- | ---------- | -------------- | ----------- | ---------- | -------------------- |
| Australien (ARIA)                                                                            | —          | Gold1      | 9× Platin9     | —           | 665.000    | aria.com.au          |
| Belgien (BRMA)                                                                               | —          | —          | Platin1        | —           | 30.000     | ultratop.be          |
| Brasilien (PMB)                                                                              | —          | Gold1      | 2× Platin2     | Diamant1    | 260.000    | pro-musicabr.org.br  |
| Dänemark (IFPI)                                                                              | —          | —          | 5× Platin5     | —           | 380.000    | ifpi.dk              |
| Deutschland (BVMI)                                                                           | —          | Gold1      | Platin1        | —           | 600.000    | musikindustrie.de    |
| Frankreich (SNEP)                                                                            | —          | —          | —              | Diamant1    | 250.000    | snepmusique.com      |
| Italien (FIMI)                                                                               | —          | —          | 2× Platin2     | —           | 100.000    | fimi.it              |
| Kanada (MC)                                                                                  | —          | 9× Gold9   | 29× Platin29   | —           | 2.680.000  | musiccanada.com      |
| Mexiko (AMPROFON)                                                                            | —          | Gold1      | Platin1        | —           | 90.000     | amprofon.com.mx      |
| Neuseeland (RMNZ)                                                                            | —          | 2× Gold2   | 18× Platin18   | —           | 525.000    | radioscope.co.nz NZ2 |
| Österreich (IFPI)                                                                            | —          | Gold1      | —              | —           | 15.000     | ifpi.at              |
| Polen (ZPAV)                                                                                 | —          | Gold1      | 3× Platin3     | —           | 85.000     | olis.pl              |
| Portugal (AFP)                                                                               | —          | —          | 4× Platin4     | —           | 40.000     | Einzelnachweise      |
| Schweden (IFPI)                                                                              | —          | —          | 3× Platin3     | —           | 120.000    | sverigetopplistan.se |
| Schweiz (IFPI)                                                                               | —          | —          | Platin1        | —           | 20.000     | hitparade.ch         |
| Spanien (Promusicae)                                                                         | —          | —          | Platin1        | —           | 40.000     | elportaldemusica.es  |
| Südafrika (RISA)                                                                             | —          | Gold1      | —              | —           | 20.000     | Einzelnachweise      |
| Vereinigte Staaten (RIAA)                                                                    | —          | 12× Gold12 | 38× Platin38   | —           | 44.000.000 | riaa.com             |
| Vereinigtes Königreich (BPI)                                                                 | 7× Silber7 | 5× Gold5   | 7× Platin7     | —           | 7.020.000  | bpi.co.uk            |
| Insgesamt                                                                                    | 7× Silber7 | 35× Gold35 | 125× Platin125 | 2× Diamant2 |            |                      |